# Idiomerus
Idiomerus là một chi bọ cánh cứng trong họ 
Elateridae.
Chi này được miêu tả khoa học năm 1980 bởi Dolin.

## Các loài
Các loài trong chi này gồm:
- Idiomerus brevicornis Dolin in Dolin, Panfilov, Ponomarenko & Pritykina, 1980
- Idiomerus brevis Dolin in Dolin, Panfilov, Ponomarenko & Pritykina, 1980
- Idiomerus inflatus Dolin in Dolin, Panfilov, Ponomarenko & Pritykina, 1980
- Idiomerus intermedius Dolin in Dolin, Panfilov, Ponomarenko & Pritykina, 1980
- Idiomerus latissimus Dolin in Dolin, Panfilov, Ponomarenko & Pritykina, 1980
- Idiomerus longicornis Dolin in Dolin, Panfilov, Ponomarenko & Pritykina, 1980
- Idiomerus musculus Dolin in Dolin, Panfilov, Ponomarenko & Pritykina, 1980